# Prix littéraires M-Net (Afrique du Sud)
Les prix littéraires M-Net, créés en 1991 par la chaîne de télévision M-Net (Electronic Media Network), figurent parmi les plus prestigieux d'Afrique du Sud. En 2011, ils sont dotés d'une somme de 50 000 rands.
Ces prix ont été créés afin de promouvoir la publication et la diffusion de romans de qualité par des auteurs sud-africains. 
Outre les catégories linguistiques, il existe également une catégorie "cinéma" qui récompense un roman susceptible d'être adapté à l'écran.
Chaque année, près d'une centaine d'ouvrages sont en compétition.
La décision, annoncée au début de l'année 2014 par Kershnee Govender, la nouvelle directrice "Affaires générales" du groupe M-Net, de supprimer les prix - les seuls à mettre sur un pied d'égalité toutes les langues d'Afrique du Sud - a fait l'objet de vives critiques dans les milieux littéraires. Des organisations comme PEN Afrikaans, la section afrikaans de Pen  International, ainsi que plusieurs auteurs sud-africains reconnus - parfois eux-mêmes d'anciens lauréats, tels Ingrid Winterbach, Deon Meyer, Joan Hambidge ou Karin Brynard - déplorent vivement cette décision et souhaitent qu'elle soit rapportée.  

## Lauréats
Quatre-vingt-seize romans, écrits dans l'une des onze langues officielles de l'Afrique du Sud (afrikaans, anglais, ndébélé du Transvaal, sotho du nord, sotho du sud, swati, tsonga, tswana, venda, xhosa et zoulou) ont été sélectionnés pour l'édition 2013. Dans la catégorie "afrikaans" les romans en compétition étaient Philida, d'André Brink, Onse vaders de Karin Brynard,  Die blou van onthou de Marita van der Vyver, Die neus de Deborah Steinmair et Die aanspraak van lewende wesens d'Ingrid Winterbach.
La cérémonie de proclamation a eu lieu à l'hôtel Maslow à Johannesbourg le 20 septembre 2013.

### Lauréats 2013
- afrikaans : Die aanspraak van lewende wesens d'Ingrid Winterbach (éditions Human & Rousseau)
- anglais : The Institute for Taxi Poetry d'Imraan Coovadia (éditions Umuzi)
- catégorie "langues  africaines" : Bayeza Abanqobi de Matthew Jabulani Mngadi (Indwa Publishers)
- tswana : Ga Ke Modisa de Sabata-mpho Mokae (Geko Publishers)
- ndébélé du Transvaal : Inzinto Zyaphenduka de July Innocent Mtsweni (Pelmo)
- venda : Mbofho dza Malofha de NM Mphaphuli (Scorpion Publishers)
- catégorie "cinéma" : Ga Ke Modisa de Sabata-mpho Mokae (Geko Publishers) et Onse Vaders de Karin Brynard
- Prix du premier roman : The Book of War de James Whyle (Jacana Media) et Leqotjane de S.J. Gambu (Scorpion Publishers)

### Lauréats 2012
- afrikaans : Sirkusboere de Sonja Loots (éditions Tafelberg)
- anglais : Homemaking for the Down-at-Heart de Finuala Dowling (éditions Kwela)
- pedi (sotho du nord) : Tšhweu ya ditsebe d'Herbert Lentsoane
- sotho : Manong a lapile de N Maake (Ekaam Publishers)
- venda : Murunzi wa Vhutshilo de Takalani Mbedzi (Bard Publishers)
- catégorie cinéma : 7 Dae de Deon Meyer (Human & Rousseau)

### Lauréats 2011
En 2011, quatre-vingt-quinze romans, publiés entre janvier et décembre 2010, ont été soumis aux jurys dans les différentes catégories. 
- afrikaans : Die Benederyk d'Ingrid Winterbach (Human & Rousseau)
- anglais : Double Negative d'Ivan Vladislavic (Umuzi)
- langues nguni : Inkululeko Isentabeni de Ncedile Saule (Hibbard Publishers)
- langues sotho : Lehutso de K.J. Sekele (Hibbard Publishers)
- catégorie "cinéma" : Happiness is a Four-letter Word de Cynthia Jele (Kwela)

### Lauréats 2010
Pour la première fois, les prix M-Net, jusqu'alors décernés conjointement avec les prix Via Afrika, ont été annoncés lors d'une cérémonie distincte.
- afrikaans : Santa Gamka d'Eben Venter (Tafelberg)
- anglais : Small Moving Parts de Sally-Ann Murray (Kwela)
- langues nguni : Lingada Zibuyile Endle (Wild cats have come home) de P. Mtuze (Vivlia)
- langues sotho :  Ga di Mphelele (Let them live for me) de M.S. Machitela (Lingua Franca)
- catégorie cinéma :  Plaasmoord de Karin Brynard (Human & Rousseau)

### Lauréats 2009
Les prix ont été annoncés lors d'une cérémonie à Camps Bay, au Cap. Pour la première fois, un prix "catégorie cinéma" a été décerné à un roman susceptible d'être adapté à l'écran par la chaîne de télévision M-Net.
- afrikaans : 30 nagte in Amsterdam d'Etienne van Heerden
- anglais : The Rowing Lesson d'Anne Landsman
- pedi/sotho) : Babuši ba Lehono (Today’s Leaders) de Mathethe Molope
- venda : Nne na inwi (You and Me) de Tsireledzo Mushoma
- catégorie "cinéma" : 13 Uur de Deon Meyer

### Lauréats 2008
- anglais : The Goblet Club, de S.A. Partridge.

### Lauréats 2007
- afrikaans : Die boek van toeval en toeverlaat d'Ingrid Winterbach

### Lauréats 2006
- Prix Recht Malan pour un ouvrage de non-fiction: The Dirty Work of Democracy d'Antony Altbeker

### Lauréats 2005
- Mazisi Kunene, pour l'ensemble de son œuvre.
- Langues nguni : Fiction: Isiqalo Esisha (Un nouveau commencement) de S.D. Khumalo ; Poésie: Intathakusa de C. Nyanda et J.J. Thwala

### Lauréats 2001
- afrikaans : Die Swye van Mario Salviati d'Etienne van Heerden
- anglais : David's Story de Zoe Wicomb
- langues nguni : Ifa Ngukufa de M.J. Mngadi
- langues sotho : Njeng manong fa ke sule! de Kabelo Duncan Kgatea
- tsonga : Mbilu ya Wanuna de N.B. Mkhari
- venda : Tshi do Lilwa de N. Phaswana

### Lauréats 1997
- anglais : Ways of Dying de Zakes Mda

### Lauréats 1994
- afrikaans : Karolina Ferreira de Lettie Viljoen (pseudonyme d'Ingrid Winterbach)

### Lauréats 1991
- anglais :  A Cageful of Butterflies de Lesley Beake.